# مجلس مؤسسان دوم ایران
مجلس مؤسسان دوم در سال ۱۳۲۸ خورشیدی برای تغییر قانون اساسی مشروطه ۱۲۸۵ در ایران تشکیل شد. محمدرضا شاه دستور تشکیل مجلس مؤسسان را در اسفند ۱۳۲۷ صادر و پیگیر بدست آوردن امتیازی سلطنتی شد که به او این حق و اجازه را می‌داد که مجلس را منحل اعلام و به منظور تشکیل مجلس جدید، یک انتخابات جدید برگزار نماید. او همچنین روشی برای اصلاحیه‌های بعدی قانون اساسی مشخص کرد. اصلاحات در ۲۰ اردیبهشت ماه ۱۳۲۸ به اتفاق آراء مجلس مؤسسان تأیید شد.
شاه در طول سال گذشته به عنوان قسمتی از طرح‌های مختلف خود برای افزایش قدرت شهریاری و سلطنتی، تغییراتی را در قانون اساسی ایجاد کرده بود. دیپلمات‌های بریتانیایی و آمریکایی که فکر می‌کردند برهم زدن تعادل در اصل تفکیک قوا کاری منطقی نیست، شاه را علیه این حرکت مورد نصیحت و توصیه قرار داده بودند. شاه در ۱۵ بهمن ۱۳۲۷ با شلیک گلوله مورد سوءقصد قرار گرفت و در این ماجرا دو گلوله به او آسیب رساندند. در عصر همان روز، دولت حکومت نظامی اعلام کرد و طی یک نشست ویژه در مجلس، قوانین سختی علیه مخالفان و دشمنان سیاسی شاه در نظر گرفته شد. فرد تروریست، مظنون به ارتباط و وابستگی به گروه بنیادگرای فدائیان اسلام و با احتمال ضعیفتر مظنون به ارتباط با حزب کمونیست گرای توده ایران بود. مجلس، حزب توده را غیرقانونی و یاغی اعلام کرد و رهبران آن را دستگیر نمود. شاه، عملاً آیت‌الله ابوالقاسم کاشانی را که با فدائیان اسلام نوعی اتحاد استراتژیک را تشکیل داده بود، تبعید کرد. در شرایطی که فضایی از همدردی ملی برای سلطنت برپا گشته بود، شاه خواستار برپایی مجلس مؤسسان شد تا اصلاحاتی در قانون اساسی ایجاد شود که قدرت بیشتری به شاه بدهد. او اعضای مجلس مؤسسان را از بین حامیان خود انتخاب کرد. همچنین فشار برای تشکیل مجلس سنای ایران را بیشتر کرد. سنا در واقع مجلس اعلا محسوب می‌شد که در قانون مشروطه ۱۲۸۵ پیش‌بینی شده بود اما هرگز تا به آن روز تشکیل نشده بود و انتظار می‌رفت که مجلس سنا طرفدار شاه باشد.

## پیش زمینه‌ها
هنگام تهیه پیش‌نویس قانون اساسی اول در سال ۱۲۸۵، بر روی به دست آوردن فرمان سلطنتی برای دو مجلس قانونگذاری از مظفرالدین شاه قاجار توافق شد. شاه می‌توانست نیمی از ۶۰ نفر از اعضای مجلس اعلا که سنا نام داشت را تعیین کند. نیمی دیگر نمایندگان مجلس سنا باید در یک فرایند دو مرحله‌ای انتخاب می‌شدند. شاه انتظار داشت که با تأثیرگذاری بر مجلس سنا، بتواند روند قانون‌گذاری را کنترل کند. مظفرالدین شاه قاجار در ۸ دی ۱۲۸۵ قانون اساسی را امضا کرد اما ناگهان پس از چند روز در پی حمله قلبی جان خود را از دست داد. سیاستمداران تندرو و دیگر نمایندگان تدوین قانون اساسی موافق تشکیل سنا نبودند، و پس از مرگ شاه هیچ گونه اقدامی برای تشکیل آن صورت نگرفت. در اواسط سال ۱۲۸۶ خورشیدی، انجمن مجاهدین، گروهی از کارگران، صنعتگران و دهقانان که خواستار حق رأی بسیار گسترده‌تر برای مردان بودند، ابراز امیدواری کردند که مجلس سنا هرگز شکل نگیرد؛ چون معتقد بودند این امر باعث قدرتمندتر شدن اشراف می‌شود.

قانون اساسی اجازه داد که هیئتی از علمای اسلامی بر تصمیمات مجلس نظارت کنند و علما از حق رد کردن و مخالفت در روند قانون‌گذاری بهره‌مند شدند. آیت‌الله میرزا سید محمد طباطبایی یکی از کسانی بود که بر ترکیب و تصویب قانون اساسی ۱۲۸۵ تأثیر گذاشت، اما او هیچگاه بر تشکیل هیئتی از علما پافشاری نکرد. در برابر، خواسته‌های علما معمولاً توسط چندین نماینده مجلس اعلام می‌شدند.

از زمان بعهده گرفتن تاج و تخت در شهریور ۱۳۲۰، محمدرضا شاه جوان تلاش می‌کرد تا قدرت خود را افزایش دهد. او خواستار سلاح و مردان بیشتری برای ارتش در اختیارش بود و از آمریکا درخواست کمک‌های مالی می‌نمود. شاه در شهریور سال ۱۳۲۷ مدیر بانک ملی، ابوالحسن ابتهاج، را به ایالات متحده فرستاد تا از دولت هری ترومن درخواست کمک نظامی یا حمایت مالی کند و همچنین او این ایده را ارائه کرد که شاه می‌تواند مجلس سنا را که در قانون اساسی موجود بود و تا به آن روز اجرایی نگشته بود برپا و فعال کند. ابتهاج آرزوی شاه برای تغییر قانون اساسی را افشا کرد که به او اجازه می‌داد تا بتواند پارلمان را منحل اعلام و مجوز انتخابات جدید را صادر کند.

وزارت امور خارجه ایالات متحده به سفیر این کشور در ایران، جان کوپر ویلی پیام داد که با شاه دیدار کند و دیدگاه ترومن را به او منتقل کند بر پایه اینکه «ایالات متحده نیازی به اصلاحات قانون اساسی در ایران را نمی‌بیند از آنجایی که شاه، امور دفاعی و سیاست خارجی ایران را اداره می‌کند و ایالات متحده بیان کرد که شاه نباید اداره‌کنندهٔ سیاست داخلی باشد.» این پیام توسط جان لروژتل سفیر بریتانیا نیز بیان شد، کسی که به دنبال ثبات در صنعت نفت ایران و همچنان حفظ نفوذ در مجلس ایران بود. او بیان کرد که بریتانیا نیز با احترام نسبت به تغییرات قانون اساسی توصیه به احتیاط در این امر می‌نماید. وزارت امور خارجه ایالات متحده در دی ماه سال ۱۳۲۷ در گزارشی هدف دیپلماسی آمریکا در ایران را به عنوان پیشگیری از هر گونه گسترش نفوذ شوروی توصیف کرد. به این ترتیب، شاه به عنوان قابل اعتمادترین پشتیبان در مقابل تجاوز کمونیست در ایران شناخته شد. او از طرف ترومن به ایالات متحده دعوت شد تا دربارهٔ نگرانی‌های متقابل رایزنی کنند.

## وقایع سال ۱۳۲۷ و تشکیل مجلس مؤسسان

### ترور ناموفق شاه
در ۱۵ بهمن ۱۳۲۷، شاه از دانشکده حقوق و علوم سیاسی دانشگاه تهران که نماد موفقیت سکولار در برابر انحصار گذشتهٔ محققان اسلامی که قبلاً تمام جنبه‌های قضایی حکومت را کنترل می‌کردند، دیدار کرد. دیدار شاه هم‌زمان با جشن سالگرد دانشکدهٔ حقوق بود. کمی پس از ساعت ۱ پس از ظهر هنگامی که شاه از لیموزین خود به سوی دانشکده گام برمی‌داشت، ناصر فخرآرایی از محل استقرار خبرنگارن به او نزدیک شد و با یک هفت‌تیر شروع به شلیک کرد. نخستین شلیک به خطا رفت، اما نگهبانان شاه موفق به پوشش و محافظت از او نشدند. با وجود عدم دخالت نگهبانان، گلوله‌های دوم وسوم نیز به خطا رفت. گلوله چهارم به لب و گونهٔ شاه برخورد کرد که باعث آسیب دیدن آن‌ها و برخی از دندان‌های جلوی او شد. گلوله پنجم باعث زخمی شدن شانهٔ شاه شد و هنگامی که تفنگ در هنگام شلیک ششم گیر کرد فخرآرایی پا به فرار گذاشت. او توسط سربازان متوقف شد و بلافاصله با شلیک از فاصله نزدیک و ضربات قنداق تفنگ کشته شد. شاه در ساعت ۷ بعد از ظهر از بیمارستان، به وسیلهٔ رادیو با کشور سخن گفت و از پشتیبانی مردم سپاس‌گزاری کرد. یک عکس از او روز بعد در روزنامه‌ها در حالی که لباس بیمارستان به تن داشت و چهرهٔ او پانسمان بود منتشر شد که نشان دهندهٔ وضعیت او بود.
ترومن رئیس‌جمهور ایالات متحده با ارسال یک پیام برای شاه، بازگشت سریع به سلامت را آرزو کرد.
از جسد فخرآرایی یک کارت خبرنگاری روزنامه پیدا شد که نشان می‌داد که او برای روزنامه مذهبی مخالف سکولاریسم «پرچم اسلام» کار می‌کرد، و به روزنامه‌نگاران اتحادیه کارگری که به حزب توده نزدیک بود، حق عضویت پرداخت می‌کرد. او به عنوان عکاس خود را جا زده و اسلحه را در جعبهٔ دوربین مخفی کرده بود. شاه که در پی مقصر نشان دادن کمونیست‌ها بود، فرصت به دست آمده را مغتنم شمرد و این را دسیسه و نقشه توطئه گرانهٔ کمونیست‌ها و تندروهای مذهبی اعلام کرد و پس از آن فرمان اجرای قوانین حکومت نظامی را صادر کرد. او فرمان به تشکیل نشست اضطراری مجلس را در همان شب ترور را داد. به وسیلهٔ این نشست، شاه توانست مخالفان سیاسی اش را سرکوب کند و شامل منحل و ممنوعه اعلام کردن حزب توده می‌شد. شاه دستور بستن روزنامه‌هایی که منتقد سیاست‌هایش بودند را صادر کرد و به جرم فعالیت‌های خیانت‌آمیز، ۲۸ تن از رهبران حزب توده، از جمله اعضای برجسته شورای متحده مرکزی اتحادیه کارگران و زحمتکشان ایران را بازداشت کرد.
مصدق به‌طور مختصر به بازداشت خانگی محکوم شد و چون گروه فدائیان از مظنونان بود، کاشانی به لبنان تبعید شد.
بعدها مشخص شد که فخرآرایی به تنهایی برای مدت سه سال نقشه ترور را برنامه‌ریزی کرده بود و دو بار برای آن اقدام کرده بود که هر بار نتوانست به اندازه کافی نزدیک شود. تفنگ را عبدالله ارگانی که دوست دوران کودکی او و یکی از تندروترین اعضای حزب توده بود و به برنامه ترور فخرآرایی علاقه‌مند بود تهیه کرده بود. همچنین کارت مطبوعات جعلی بوده‌است.

### تلاش برای تغییر قانون اساسی
پس از تلاش برای ترور، فضای همدردی با شاه مردم ایران را فرا گرفته بود. شاه از این موقعیت برای برتری دادن هدف خود که افزایش قدرت سلطنت بود استفاده کرد.
در ۲۶ بهمن ۱۳۲۷ مجلس برنامه هفت ساله شاه را که برنامه‌ای اقتصادی بود تصویب کرد که ریشه در شورای اقتصادی ای در ۲۰ فروردین سال ۱۳۲۵ داشت و نتیجه تشکیل یک هیئت برنامه‌ریزی عالی در سال ۱۳۲۶ بود. این طرح هفت ساله به عنوان یک نهاد مستقل و مستقل از نیروهای سیاسی در نظر گرفته شد، اما شاه آن را وسیله‌ای برای اقدامات اصلاحات ارضی که قدرت او را تقویت می‌کرد، دید. شاه با ترسیم ۲۵ درصد از پول حاصل، برای کمک به مبارزه با فقر در ایران، بیان داشت که برنامه هفت ساله، فقرای روستایی ناخوشنود را نسبت به نفوذ شوروی مقاومتر خواهد کرد. دیگران بر این باور بودند که تأکید زیادی بر کشاورزی، مانع از رشد ایران در نقش سنتی عرضه‌کننده منابع برای کشورهای قدرتمندتر خواهد شد. پیش از بهمن سال ۱۳۲۷، این طرح محبوب و مشهور نبود، از آنجایی که مجلس شورای ملی آن را به عنوان کاهش دهندهٔ نفوذ سیاسی خود در نظر می‌گرفت. با وجود رأی تصویب مجلس، طرح هرگز به آن صورت که برنامه‌ریزی شده بود به اجرا در نیامد. تا اردیبهشت ماه سال ۱۳۲۸، حدود ۴۰ درصد از منابع مالی به کمک‌های صنایع در حال ورشکستگی اختصاص داده شده بود، که با سهم ۱۴٫۳ درصدی پیش‌بینی شده در برنامه اولیه مغایرت داشت. ۴۰٪ دیگر برای تکمیل خطوط راه‌آهن گذاشته شد؛ طرح‌های شاه تحقق نیافت.
شاه به عنوان بخشی از تلاش خود برای سرکوب تندروهای مذهبی از سید حسین بروجردی خواست تا صداهای همسو را در میان علما تقویت کند.
بروجردی، محقق ارشد اسلامی ایران، به سکوت سیاسی و اینکه علما نباید در سیاست دخالت کنند اعتقاد داشت. بروجردی پیشاپیش یک رویکرد اجرایی در رابطه با شاه ترتیب داده بود به این صورت که دامنهٔ سیاسی سکولار و دامنهٔ مذهبی برای پیشرفتشان نیاز به زیستن صلح‌آمیز با یکدیگر خواهند داشت. او یک کنفرانس مذهبی که برای ملاقات در شهر مقدس قم از ۱ اسفند ۱۳۲۷ آغاز شد، بر پا کرد. بروجردی ۲٬۰۰۰ شرکت‌کننده در کنفرانس را برای گفتگو پیرامون اینکه آیا علما باید در فعالیت سیاسی شرکت کنند، هدایت کرد. پس از بررسی دقیق، اجماع بر برای ماندگاری سکوت سیاسی ادامه یافت. (روح‌الله خمینی از جمله افرادی بود که برای فعالیت سیاسی، بدون کسب موفقیتی، استدلال می‌کردند و در ۳ فروردین ۱۳۲۸ نیز در نامه‌ای سرگشاده از سید حسین بروجردی علت موافقت‌اش با تشکیل مجلس موسسان را جویا شد.) علما مجازاتی را برای نقض سکوت سیاسی تعیین کردند ممکن بود به طرد یا تکفیر فرد خاطی بینجامد. با این حال، برخی از علمای تندرو از جمله فدائیان و کاشانی که نفوذ خود را از تبعید اعمال می‌کرد همچنان فعال بودند.
 
در تاریخ ۸ اسفند ۱۳۲۷، مجلس در حمایت از لایحه شاه که خواستار تشکیل مجلس مؤسسان برای بازنگری قانون اساسی ۱۹۰۶ شده بود رأی داد.
در فروردین ماه، شاه اعلام کرد که این مجلس را احضار کرده‌است و او سؤال را مطرح کرد که چگونه مجلس سنا که در قانون اساسی مشروطه پیش‌بینی شده بود برای اولین بار برگزار شود. برای پر کردن مجلس مؤسسان، شاه مردانی را انتخاب کرد که دیدگاه‌های دوستانه‌ای نسبت به خواسته‌هایش داشتند. سید محمد صادق طباطبایی، یکی از طرفداران کارآزموده سلسله پهلوی، به ریاست مجلس مؤسسان برگزیده شد. در حالی که نمایندگان در حال آماده شدن برای نشست بودند، شاه قوانینی علیه روزنامه‌های منتقد خانواده سلطنتی و قوانینی که مالکیت زمین‌های پادشاهی را که در ۱۳۲۰ تخت مالکیت عمومی قرار داده شده بود به مالکیت تحت شاه بازگشت دهند، تصویب کرد.
احمد قوام نخست‌وزیر پیشین، که در تبعید و در پاریس به سر می‌برد، او در نامه‌ای سرگشاده که خطاب به شاه منتشر کرد، انتقاد بسیاری از هر تغییری در قانون اساسی نمود. قوام شاه را به طور منفی گرایانه با محمد علی شاه قاجار، حاکم منفور و کوتاه مدت ایران که به مبارزه با پیشرفت‌های دموکراتیکی که توسط پدرش در سال ۱۲۸۵ اجازه داده شده بود برخاست، مقایسه کرد. قوام گفت که اگر شاه همچنان به دنبال قدرت بیشتر باشد موجب به وجود آمدن یک عکس‌العمل شدید سیاسی در مقابلش خواهد شد؛ پیش‌بینی‌ای که که پس از چندی درستی آن به اثبات رسید. شاه به جای پاسخ مستقیم، ابراهیم حکیمی نخست‌وزیر پیشین را به انتشار یک پاسخ سختگیرانه و تنبیهی سوق داد و او را متهم به خیانت  و تبانی با شوروی در هنگام غائله آذربایجان نمود. شاه برای روزنامه‌های تهران چاپ نخستین نامه و پاسخ او را ممنوع کرد؛ تنها نامه حکیمی اجازه انتشار یافت. شاه همچنین عنوان افتخارآمیز حضرت اشرف را که به سبب کسب افتخارهای دیپلماتیک به قوام اعطا کرده بود و حال تبدیل به خیانت گشته بود باز پس گرفت.

مصدق برای آزادی برخی از دستگیرشدگان تلاش کرد و آن‌ها را ضمانت نمود. او موفق به آزاد کردن تقی فداکار رهبر کارگری شد. او نتوانست دیگر فعالان کارگری که دستگیر یا متهم به خیانت شده بودند را آزاد نماید. در ۳ اردیبهشت ۱۳۲۸، نوزده تن از آن‌ها توسط دادگاه نظامی تهران به دوره‌های مختلف زندان محکوم شدند. در ۲۸ اردیبهشت هشت تن از رهبران ارشد از جمله رضا روستا سازمان دهندهٔ کمونیستی کارگری، در دادگاه غیابی به اعدام محکوم شدند. هفت نفر از محکومین از شورای متحده مرکزی اتحادیه کارگران و زحمتکشان ایران بودند.

### انتخابات مجلس مؤسسان
شاه در ۹ اسفند ۱۳۲۷ با پیشنهاد دولت محمد ساعد فرمان برگزاری انتخابات مجلس مؤسسان را صادر کرد. پس از این فرمان، نخست‌وزیر با حضور یافتن در جلسه مجلس، هدف از تشکیل مجلس مؤسسان را به صورت زیر برای نمایندگان اعلام کرد.
1. بازنگری و تکمیل اصل ۴۸ قانون اساسی
2. تنظیم و تصویب اصل جدیدی به منظور تعیین طرحی برای بازنگری در اصل قانون اساسی و متمم آن
3. بازنگری در اصل ۴۴ قانون اساسی در صورتی که تا موقع تشکیل مجلس مؤسسان نظامنامه مجلس سنا از تصویب مجلس نگذشته باشد.[۴۲]

پس از آن انتخابات در شرایط اضطراری و تحت قوانین حکومت نظامی در کشور برگزار گردید که نتایج آن با شک و تردیدهایی همراه بود. سرانجام شاه در نخستین روز اردیبهشت ماه ۱۳۲۸ با سخنرانی خود این مجلس را بازگشایی کرد و مجلس مؤسسان آغاز به کار نمود.

## عملکرد و مصوبات
نخستین جلسه مجلس به ریاست سنی ابراهیم حکیمی در ۱ اردیبهشت برگزار شد و همچنین در ادامه همین جلسه انتخابات هیئت ریسه نیز برگزار گردید که در نتیجهٔ آن محمدصادق طباطبایی با کسب ۲۰۴ رأی از مجموع ۲۳۲ رأی نمایندگان حاضر در جلسه به ریاست مجلس مؤسسان دوم برگزیده شد.

در جلسه پنجم مجلس یک اصل الحاقی به منزله تفسیر مواد قانون اساسی و تغییر آن بود با ۲۳۰ رأی موافق و ۱ رأی ممتنع به تصویب رسید. متن اصل الحاقی به شرح زیر است:
«در هر موقعی که مجلس شورای ملی و مجلس سنا هر یک جداگانه خواه مستقلاً خواه نظر به پیشنهاد دولت، لزوم تجدیدنظر در یک یا چند اصل معین از قانون اساسی یا متمم آن را با اکثریت دو ثلث کلیه اعضای خود تصویب نمایند، اعلیحضرت همایون شاهنشاهی نیز نظر مجلس را تأیید فرمایند، فرمان همایونی برای تشکیل مجلس مؤسسان و انتخاب اعضای آن صادر می‌شود.
مجلس مؤسسان مرکب خواهد بود از عده‌ای که مساوی باشد با مجموع عده قانونی اعضای مجلس شورای ملی و مجلس سنا. انتخابات مجلس مؤسسان طبق قانونی که به تصویب مجلسین خواهد رسید، به عمل خواهد آمد. اختیارات مجلس مزبور محدود خواهد بود به تجدید نظر در همان اصل یا اصول به خصوصی که مورد رای مجلسین و تأیید اعلیحضرت همایون شاهنشاه بوده‌است.
تصمیمات مجلس مؤسسان با اکثریت دو ثلث آرای کلیه اعضا اتخاذ و پس از موافقت شاه معتبر خواهد بود. این اصل شامل هیچ‌یک از اصول قانون اساسی و متمم آن که مربوط به دین اسلام و مذهب رسمی کشور که طریقه حقه جعفریه اثنا عشریه می‌باشد و احکام آن یا مربوط به سلطنت مشروطه ایران است، نمی‌گردد و اصول مزبور الی‌الابد غیرقابل تغییر است. در مورد اصل ۴٬۵٬۶و ۷ قانون اساسی و تفسیر اصل هفتم و همچنین در اصل ۸ قانون اساسی و اصل ۴۸ متمم آن با توجه به سابقه و قوانینی که نسبت به بعضی از این اصول وضع شده‌است، یک بار مجلس شورای ملی و مجلس مؤسسان که پس از تصویب این اصل منعقد خواهد شد، بلافاصله پس از رسمیت یافتن مجلسین، در اصول مزبور تجدیدنظر خواهند نمود و برای این منظور مجلس واحدی تحت ریاست رئیس مجلس سنا تشکیل داد و اصلاحات لازم را با اکثریت دو ثلث آرای کلیه اعضای مجلسین به عمل خواهند آورد تا پس از آنکه از طرف اعلیحضرت همایون شاهنشاهی تأیید گردید و به صحه ملوکانه موشح شد، معتبر و مجرا خواهد بود.»
پس از تغییر این اصل، اصل ۴۸ قانون اساسی هم مورد بازنگری قرار گرفت و با ۲۵۰ رأی موافق و ۱ رأی ممتنع تصویب شد که بر اساس این بازنگری اصل مزبور به صورت زیر تغییر نمود:
«شاه می‌تواند هر یک از مجلسین شورای ملی و سنا را جداگانه یا هر دو مجلس را در آن واحد منحل نماید.
در هر مورد که مجلسین یا یکی از آن‌ها به موجب فرمان همایونی منحل می‌گردد، باید در همان فرمان انحلال، علت انحلال ذکر شده و امر به تجدید انتخابات نیز بشود. انتخابات جدید در ظرف یک ماه از تاریخ صدور فرمان شروع شده و مجلس یا مجلسین جدید در ظرف سه ماه از تاریخ مزبور باید منعقد گردد.
مجلس جدید که پس از انحلال تشکیل می‌شود، برای یک دوره جدید خواهد بود نه برای بقیه دوره مجلس منحل شده.
مجلس یا مجلسین جدید را نمی‌توان مجدداً برای همان علت منحل نمود.
هرگاه در مورد طرح یا لایحه قانونی که دو دفعه از مجلسی به مجلس دیگر رجوع شده‌است، بین مجلس سنا و مجلس شورای ملی توافق نظر حاصل نشود، کمیسیون مختلطی مرکب از اعضای مجلسین که به عده مساوی از طرف هر یک از مجلسین انتخاب می‌شود، و در مورد اختلاف رسیدگی و گزارش خود را به مجلسین تقدیم می‌نمایند. هرگاه مجلس سنا و مجلس شورای ملی گزارش را که کمیسیون مختلط داده‌است تصویب نمودند، قانون مزبور برای توشیح صحه ملوکانه ارسال می‌شود.
در صورتی که مجلسین در گزارش کمیسیون مختلط نیز توافق نظر حاصل نکردند، مورد اختلاف به عرض ملوکانه می‌رسد. هرگاه شاه نظر مجلس شورای ملی را تصویب فرمودند، امر به اجرا می‌دهند والا موضوع تا شش ماه، مسکوت مانده و عندالاقتضا ممکن است بعد از انقضای این مدت، به عنوان طرح یا لایحه جدیدی در از مجلسین مطرح شود.
اصل ۴۸ و هر یک از اصول قانون اساسی مورخ ۱۴ ذیقعدةالحرام ۱۳۲۴ قمری و متمم آن که مخالف مقررات این اصل است نسخ می‌شود.»
هشتمین و آخرین نشست مجلس مؤسسان در روز سه شنبه ۲۰ اردیبهشت ۱۳۲۸ با سخنرانی ساعد و یکی از وزرا برگزار شد و ۳۴ دقیقه به طول انجامید و سپس مجلس مؤسسان پایان یافت.

## فرجام
قانون اساسی که در سال ۱۳۲۸ اصلاح شد، تا سال ۱۳۳۵ و هنگامی که تعداد صندلی‌های مجلس، دو نفر افزایش و حق فرستادن دوبارهٔ قانون‌های مالی برای بازنگری به مجلس بوسیلهٔ شاه را داد، بدون تغییر باقی ماند. همه‌پرسی قانون اساسی سال ۱۳۴۱ به عنوان تصویب برنامه انقلاب سفید شاه صورت گرفت که شامل حق رأی زنان و آموزش اجباری کودکان بود. مصدق از سال ۱۳۲۹ تا ۱۳۳۲ به دنبال لغو مجلس سنا بود؛ که در نهایت پس از انقلاب ۵۷ از بین رفت. مجلس خبرگان قانون اساسی انقلابی در ۲۸ مرداد ۱۳۵۸ برای ایجاد یک قانون اساسی کاملاً جدید برای جمهوری اسلامی ایران که در همه‌پرسی قانون اساسی جمهوری اسلامی ایران سال ۱۳۵۸ تصویب شد، تشکیل گردید.

## یادداشت
1. ↑  اصل ۴۸ ملغی شده: هرگاه مطلبی که از طرف وزیری پس از تنقیح و تصحیح در مجلس سنا به مجلس شورای ملی رجوع می‌شود قبول نیافت در صورت اهمیت مجلس ثالثی مرکب از اعضای مجلس سنا و مجلس شورای ملی به حکم انتخاب اعضای دو مجلس و بالسویه تشکیل یافته در ماده متنازع فیها رسیدگی می‌کند، نتیجه رای این مجلس را در شورای ملی قرائت می‌کنند اگر موافقت دست داد فبها والا شرح مطلب را به عرض حضور ملوکانه می‌رسانند هرگاه رای مجلس شورای ملی تصدیق فرمودند مجری می‌شود اگر تصدیق نفرمودند امر به تجدید مذاکره و مداقه خواهند فرمود و اگر باز اتفاق آرا حاصل نشد و مجلس سنا با اکثریت دو ثلث آرا انفصال مجلس شورای ملی را تصویب نمودند فرمان همایونی به انفصال مجلس شورای ملی صادر می‌شود و اعلیحضرت همایونی در همان فرمان حکم به تجدید انتخابات می‌فرمایند مردم حق خواهند داشت منتخبین سابق را مجدداً انتخاب کنند.